# Месанепада
Месанепада (шум. „Мъж (или герой) избран от небето“) – цар (лугал) на Ур, в периода 2563 – 2524 г. пр.н.е.
При управлението на Месанепада Ур достига зенита на своето могъщество. Неслучайно заедно с другите си звания, Месанепада носил още титула „Съпруг (на небесната?) блудница“ (ну-ги[г]), но най-вероятното тълкуване на „ну-ги[г]“ в случая се подразбира, че това е самата богиня на плодородието, урукската небесна блудница Инана. Известно е, че главния титул на жената на Месенепада Нинбанда било „нин“ (господарка), а не „ну-ги“. Така или иначе, чрез своя особен титул „съпруг на блудницата“ урският лугал претендирал за правата над най-важния храм и храмовото стопанство. Той слагал ръка върху богатството на храма, стремейки се да оглави хората му, които не били само работници, но и представлявали внушителна военна сила.
Освен това Месанепада носил още и званието „лугал на Киш, следователно той претендирал на хегемония не само на юга, но и на севера. Действително с могъществото и богатството на Ур не могли да си съперничат северните владетели, което се вижда и по царските гробници в Киш, много по-скромни от тези в Ур.
Месанепада претърпява поражение от неназовани врагове. Съгласно „Царски списък“ Месанепада управлявал 80 години, но вероятно тук са добавени и годините на следващия цар, синът на Месанепада Аанепада, който по неизвестни причини не се споменава в „Шумерския царски списък“.
| I династия на Ур         |                                     |                     |
| Предшественик: Акаламдуг | цар на Ур ок. 2563 – 2524 пр. н. е. | Наследник: Аанепада |